# هایدن پاول
هایدن پاول (انگلیسی: Hayden Powell؛ زادهٔ ۲۵ سپتامبر ۱۹۸۳) موزیسین جاز، نوازنده ترومپت و آهنگ‌ساز اهل نروژ است.